# Kropki (gra 1967)
Kropki (ang. Sprouts) – wymyślona w 1967 r. przez Johna Hortona Conwaya i Mike'a Patersona dwuosobowa gra z użyciem kartki, która polega na łączeniu kropek za pomocą linii.

## Zasady

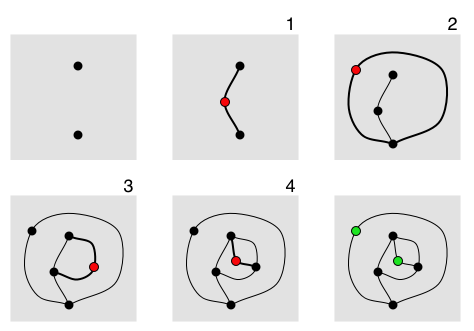
Przykładowa gra rozpoczynająca się od dwóch kropek.

Grę rozpoczyna się od ustalenia liczby kropek, które zostaną narysowane na kartce. Następnie gracze wykonują ruchy zgodnie z następującymi zasadami:
- narysowana linia musi połączyć dokładnie dwie kropki,
- linia ta nie może przecinać żadnej linii istniejącej,
- na tej linii trzeba w dowolnym jej miejscu narysować nową kropkę,
- z każdej kropki mogą wychodzić maksymalnie trzy linie.

Zwycięzcą jest ten z graczy, który wykona ostatni możliwy ruch.